# Kuttu
Pour les articles homonymes, voir Kutu.
Kuttu (ou Kutu) est un îlot et une municipalité du district des Mortlocks, dans l'État de Chuuk, dans les États fédérés de Micronésie. Situé dans la partie occidentale de l'atoll de Satowan, il est peuplé par 1 235 habitants.